# Взаимная помощь
Взаимопо́мощь (взаи́мное сотру́дничество), согласно П. А. Кропоткину — один из основополагающих факторов эволюции человечества, в основе которого лежит доверие. Один из главных принципов анархизма.
Понятие взаимопомощь противоположно понятию конкуренции (противостоянию, конфликту) и представляет с ним две стороны одного и того же явления. Одним из важных средств обеспечения сотрудничества выступает объединение людей (и животных) в роды, племена и племенные союзы для более успешного и эффективного выживания и развития (то есть для противостояния угрозам).

## История развития добровольного сотрудничества человечества
В XXI веке люди умеют сотрудничать, распределять нагрузку и вознаграждение, однако такой образ жизни не всегда существовал в истории человечества. У каждого человека существовала одна задача — выжить. Противостоять в одиночку суровым природным условиям и хищникам было невозможно. Всё это определило необходимость древним людям вступать во взаимоотношения друг с другом, что положило основу сотрудничества между людьми. Мужчины и женщины работали для блага своей общины. По мере развития навыков человека изменялись и усложнялись взаимоотношения. В средневековье появятся профессии, и люди в обмен на денежные средства, увеличивающие их знатность, будут продавать товар. В современном обществе существует несколько типов сотрудничества.

## Взаимопомощь по Кропоткину

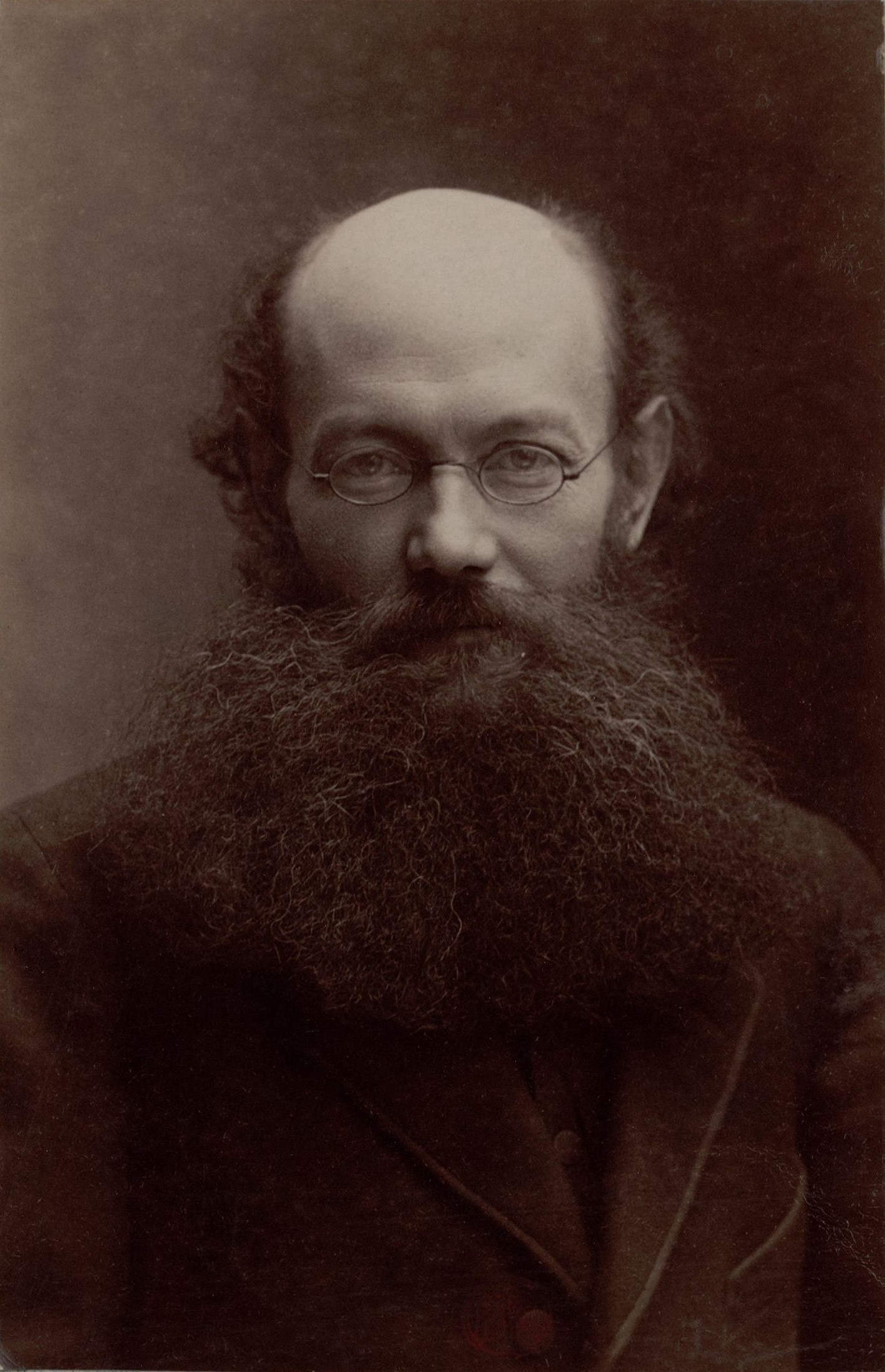
Кропоткин, Пётр Алексеевич

Пётр Алексеевич Кропоткин утверждал, что люди расположены помогать друг другу без принуждения. Не нужно централизованной власти для того, чтобы подавать пример или заставлять людей поступать справедливо. Люди поступали так ещё до возникновения государства. Более того, Кропоткин придерживался взгляда, что именно власть подавляет нашу природную склонность к сотрудничеству.
Взаимная помощь — такой же естественный закон, как и взаимная борьба; но для прогрессивного развития вида первая несравненно важнее второй. В животном мире огромнейшее большинство видов живёт сообществами и что в общительности они находят лучшее оружие для борьбы за существование, понимая, конечно, этот термин в его широком, дарвиновском смысле: не как борьбу за прямые средства к существованию, но как борьбу против всех естественных условий, неблагоприятных для вида.
Согласно П. А. Кропоткину, дарвиновское положение о борьбе за существование следует понимать как борьбу между видами и взаимопомощь внутри видов. Взаимная помощь и солидарность — двигатели прогресса.
Закон о взаимопомощи среди животных подтверждало множество других случаев совместных действий животных, которые Кропоткину пришлось наблюдать и которые были направлены на спасение не каждого в отдельности, а всего сообщества в целом.
Впервые затронул эту тему Карл Кесслер. Но, говоря о происхождении закона взаимной помощи, он, по мнению Кропоткина, ошибочно видел его истоки лишь в «родительских чувствах», в инстинкте заботы животных о потомстве.
Есть и борьба — соперничество (конкуренция): съел тот, кто сумел, кто лучше приспособлен. Но из этого предложенного природой испытания вид выходит с потерей общей энергии, так что о том, что прогрессивная его эволюция может быть основана на остром соперничестве, речи быть не может. Соперничество, конечно, имеет место и полезно, если только дело не доходит до взаимного уничтожения. Обострённое соперничество ведёт к угасанию вида.
П. А. Кропоткиным была исследована взаимопомощь среди племён бушменов, готтентотов, эскимосов, выявлена её роль в создании таких форм человеческого общежития, как род и община; в период средневековья — цехи, гильдии, вольные города; в новое время — страховые общества, кооперативы, объединения людей по интересам (научные, спортивные и др. сообщества).
Обосновывая тенденции народных масс, П. А. Кропоткин говорит о крестьянах, сельской общине, где имеется тысяча общих интересов: хозяйственные, соседские; объединение с целью совместного орошения, осушения болот, пахотных работ и т. д. И, соответственно, данные проблемы проще решать сообща. Аналогичная ситуация с гильдиями купцов, цехами ремесленников.

## Примеры взаимопомощи в животном мире
- Стадо бизонов при нападении хищников становится в круг, надёжно защищаясь таким образом от нападения;
- Одиночные косули собираются во множество стад с огромной территории для того, чтобы всем вместе переплыть реку в самом узком её месте;
- Общественные насекомые: муравьи, пчёлы, термиты и пр.;
- Грифы и орланы-белохвосты гнездятся поблизости друг от друга, а о находках падали, которой они питаются, сообщают друг другу и собираются вокруг трупа огромными стаями;
- У журавлей стая кормится всегда под охраной часовых, а если бывает нужно, высылается несколько разведчиков, выясняющих, сохранилась ли опасность там, где она была недавно;
- Гнездование птиц и совместная защита потомства, взаимопомощь у птиц в период их перелётов;
- Олени, антилопы, буйволы, горные бараны, мускусные быки, песцы, тюлени, моржи, киты, дельфины — все эти животные ведут стадный образ жизни, что помогает им противостоять неблагоприятным условиям природы и окружающим их хищникам;
- Мутуализм.

## Примеры взаимопомощи у людей
- Кооперация
- Пиринговые сети
- Социальные сети
- CouchSurfing
- The Freecycle Network[англ.]
- Совместные покупки
- Воспитание ребёнка в семье
- Парное программирование
- Партнёрский бенчмаркинг
- Совместное создание благ
- Банк времени
- Взаимная помощь — один из двух основных философских принципов в дзюдо.
- Клуб покупателей

## Цитаты
Ваша рожь поспела сегодня; моя будет готова завтра; для нас обоих выгодно, чтобы я работал с вами сегодня и чтобы вы помогли мне завтра. Но у меня нет расположения к вам, и я знаю, что вы также мало расположены ко мне. Поэтому ради вас я не возьму на себя лишней работы, а если бы я стал помогать вам ради себя самого в ожидании ответной услуги, то меня, скорее всего, постигло бы разочарование и я напрасно стал бы рассчитывать на вашу благодарность. Итак, я предоставляю вам работать в одиночку; вы отвечаете мне тем же; погода меняется; и мы оба лишаемся урожая вследствие недостатка во взаимном доверии и невозможности рассчитывать друг на друга. (Дэвид Юм).
От животных человек отличается тем, что осознаёт выгоды, которые можно извлечь из сотрудничества, основанного на разделении труда. Человек обуздывает свой врождённый инстинкт агрессии, чтобы сотрудничать с другими человеческими существами. Чем больше он хочет улучшить своё благосостояние, тем больше он должен расширять систему разделения труда. Соответственно, он должен всё больше и больше ограничивать сферу, в которой он прибегает к военным действиям. Возникновение международного разделения труда требует полного отказа от войны. (Людвиг фон Мизес, «Человеческая деятельность: трактат по экономической теории» (Human Action: A Treatise of Economics, 1949)).
Сущность доверия состоит в том, чтобы убедить ваших визави [в том], что вы искренне хотите им помочь, а не просто получить что-то для себя. Всё, что вы хотите добиться в этом мире, вы получаете от других людей — будь то богатство, слава или уважение. Чтобы получить от другого человека то, что хотите вы, надо сначала дать ему то, что хочет он. Если вы говорите только "мне, мне, мне — дайте мне то, что я хочу!", — вы получите меньше. Если вы потратите больше времени на то, чтобы дать людям то, что они хотят, вы получите больше, чем хотели. Это фундаментальный человеческий парадокс. (Дэвид Майстер).
И если любите любящих вас, какая вам за то благодарность? Ибо, и грешники любящих их любят. И если делаете добро тем, которые вам делают добро, какая вам за то благодарность? Ибо, и грешники то же делают. И если взаймы даёте тем, от которых надеетесь получить обратно, какая вам за то благодарность? Ибо, и грешники дают взаймы грешникам, чтобы получить обратно столько же. Но вы любите врагов ваших, и благотворите, и взаймы давайте, не ожидая ничего; и будет вам награда великая, и будете сынами Всевышнего; ибо Он благ и к неблагодарным, и злым. (Евангелие от Луки, глава 6, стих 32-35).
Двоим лучше, нежели одному; потому что у них есть доброе вознаграждение в труде их: ибо если упадет один, то другой поднимет товарища своего. Но горе одному, когда упадёт, а другого нет, который поднял бы его. Также, если лежат двое, то тепло им; а одному как согреться? И если станет преодолевать кто-либо одного, то двое устоят против него: и нитка, втрое скрученная, нескоро порвётся. (Книга Екклезиаста, глава 4, стих 9-12).